# Ceratophyllus gallinae
Ceratophyllus gallinae (лат.) — вид блох из рода Ceratophyllus. Является эктопаразитом птиц, в том числе домашних.

## Таксономия
Вид был впервые описан в 1803 году Францем Шранком под именем Pulex gallinae в третьем томе его Fauna Boica. Затем вид был помещён в род Ceratophyllus, описанный в 1832 году Джоном Кертисом в его труде British Entomology. Внутри этого рода Ceratophyllus gallinae входит в подрод Ceratophyllus.

## Распространение
Площадь ареала этого вида оценивается в 36 000 000 км² (14 000 000 миль²).

## Описание
Длина тела взрослой особи 2—2,5 мм, цвет — коричневый. Блоха имеет пару простых глаз.

## Хозяева
Есть основания полагать, что изначально хозяевами Ceratophyllus gallinae были синицы, но сегодня блоха имеет широкий спектр хозяев. Атакует домашнюю птицу, причём способна кусать человека и других млекопитающих.

## Экология
Блоха прыгает на хозяина, когда снижается интенсивность освященности, что и провоцирует её прыжок. В отличие от других блох, Ceratophyllus gallinae не нуждается в питании кровью перед копуляцией.
Наибольшее количество блох C. gallinae, обнаруженных с одном птичьем гнезде, составило 5754 особи. Гнездо принадлежало московке.